# Jack Roush

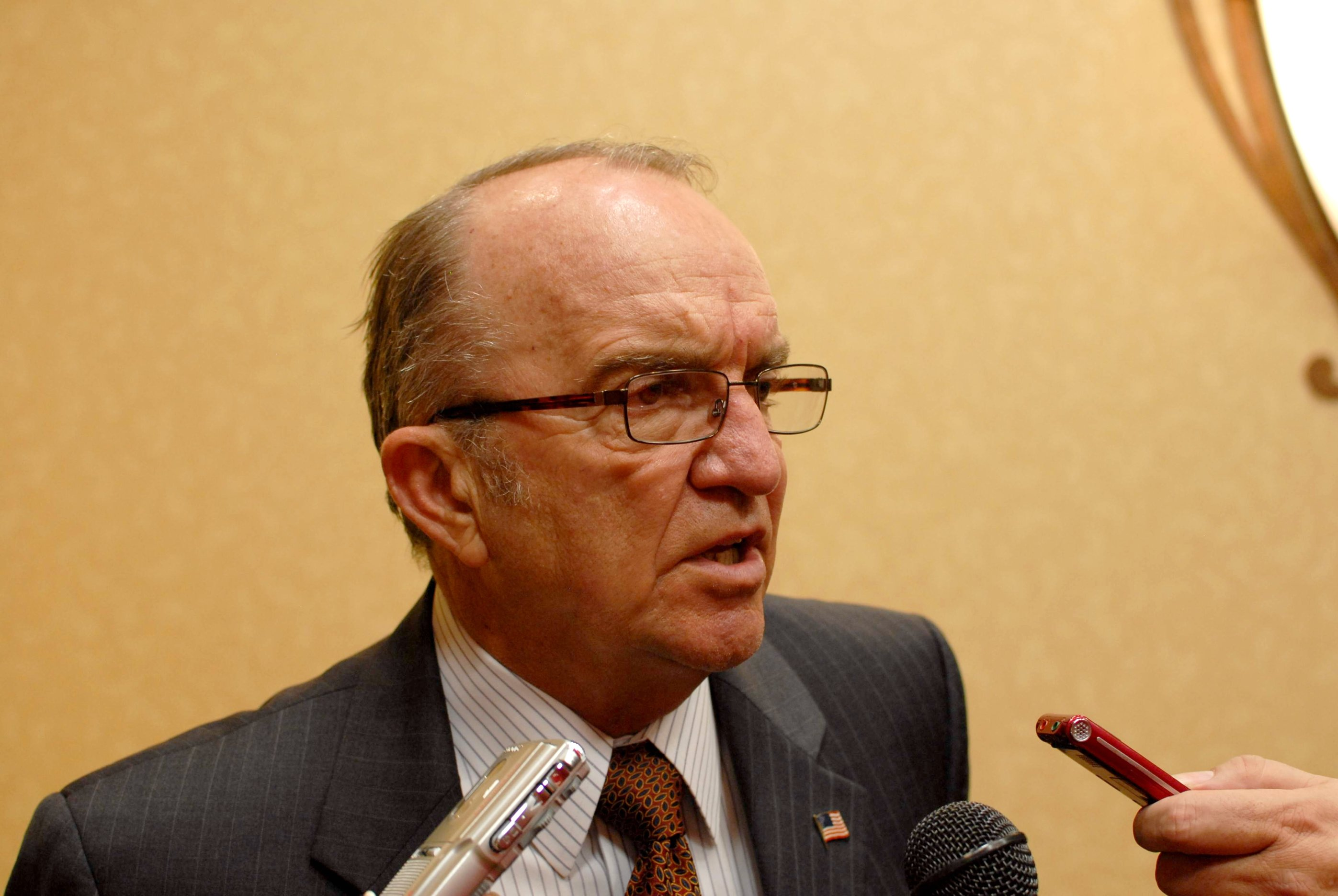
Jack Roush 2010

Jack Roush (* 19. April 1942 in Covington, Kentucky) ist der Gründer, Chief Executive Officer und zusammen mit John W. Henry Teilinhaber des NASCAR-Rennteams Roush Fenway Racing, das in Concord, North Carolina seinen Hauptsitz hat. Zudem ist er Vorsitzender von Roush Enterprises, dem Mutterunternehmen von Roush Fenway Racing,  Roush Industries und Roush Performance. Sein Markenzeichen ist ein Panama-Hut, ohne den er sich fast nie in der Öffentlichkeit zeigt.

## Leben
Jack Roush wurde in Covington, Kentucky geboren und wuchs in Manchester, Ohio auf. Er absolvierte auf dem Berea College erfolgreich einen Bachelorstudiengang in den Fächern Physik und Mathematik. Auf der Eastern Michigan University erlangte er den zweiten akademischen Grad, den des Masters, in der Mathematik. Daraufhin arbeitete Roush von 1966 bis 1970 bei Ford. Im Jahr 1970 verließ er Ford, um bei Chrysler zu arbeiten. In den folgenden Jahren nahm Roush an einigen Beschleunigungsrennen in der NHRA, IHRA und AHRA teil.
Während seiner Karriere als Fahrer bot er Autoteile zum Verkauf an, die er für sein eigenes Team entwickelte. Im Jahre 1982 schloss er einen Vertrag mit Zakspeed ab, die ihn fortan unterstützte. In den kommenden Jahren arbeitete seine Firma zusammen mit der deutschen Firma an der Entwicklung von Rennwagen für die Automarke Ford, zu der Roush zurückgekehrt war. Die Entwicklungsarbeit führte zu einigen guten Ergebnissen in der Trans-Am-Serie und der IMSA.
Im Jahre 1988 gründete Roush das NASCAR Winston-Cup-Team Roush Racing, das seit 2007 unter dem Namen Roush Fenway Racing firmiert. Im Laufe der Jahre erweiterte Roush sein Engagement in der NASCAR und setzte auch in der Nationwide Series und Craftsman Truck Series Rennwagen ein. Nach ersten Erfolgen in der NASCAR gründete Roush das Unternehmen Roush Performance, welches verschiedene Ford-Modelle modifiziert. Am 27. April 2006 wurde Roush in die International Motorsports Hall of Fame aufgenommen.
Roush ist unter anderem Pilot und besitzt mehrere Flugzeuge, darunter zwei North American P-51 und eine North American T-6, die er am Flughafen Willow Run in Ypsilanti (Michigan) in einem speziellen Hangar untergebracht hat.

## Unfälle
Zu seinem 60. Geburtstag, am 19. April 2002, hatte Roush die Möglichkeit gehabt das zweisitzige zweimotorige Ultraleichtflugzeug Lett R/Campbell K. AIRCAM (Luftfahrzeugkennzeichen: N912S) zu fliegen. Das Flugzeug startete vom Troy Municipal Airport (ICAO-Code: KTOI) streifte bei Troy (Alabama) eine Hochspannungsleitung und stürzte in einen See (Koordinaten: 31° 49′ 41″ N, 86° 0′ 16,4″ W). Er wurde von dem zufällig anwesenden Larry Hicks, einem ehemaligen US-Marine, aus dem versunkenen Wrack geborgen. Hicks führte eine erfolgreiche Herz-Lungen-Wiederbelebung durch und erlitt bei der Rettung Verbrennungen ersten Grades. Roush wurde mit schweren Verletzungen in das UAB Medical Center in Birmingham (Alabama) gebracht und konnte nach sechs Wochen wieder seine Geschäfte aufnehmen.
Seinen zweiten Flugzeugabsturz überlebte Roush am 27. Juli 2010 in seiner von ihm pilotierten Hawker Beechcraft 390 Premier (Luftfahrzeugkennzeichen: N6JR) auf dem Anflug zur EAA AirVenture Oshkosh am Wittman Regional Airport, in Oshkosh im US-Bundesstaat Wisconsin (Koordinaten: 43° 59′ 14,6″ N, 88° 33′ 14,1″ W). Kurz vor der Landung brach Roush den Anflug wegen eines seinen Flugpfad schneidenden Flugzeuges ab. Dabei verpasste er es, die Triebwerksleistung auf das vom Hersteller im Handbuch geforderte nötige Maximum für einen Go-around zu setzen. Die zu geringe Beschleunigung und die niedrige Geschwindigkeit führten schließlich zu einem Strömungsabriss bei geringer Höhe. Infolgedessen berührte das Flugzeug unsanft mit Nase und rechter Tragfläche zuerst den Boden, das Flugzeugheck knickte ab. Roush und seine Passagierin überlebten mit ernsten aber nicht lebensbedrohlichen Verletzungen. Beide konnten das Wrack selbstständig verlassen und wurden unter anderem mit Gesichtsverletzungen ins Theda Clark Medical Center in Neenah eingeliefert. Roush wurde in die Mayo Clinic in Rochester (Minnesota) überstellt, wo er operiert und am 10. August 2010 wieder entlassen wurde. Bei einem öffentlichen Auftritt am Michigan International Speedway in den darauffolgenden Tagen bestätigte er gegenüber der Presse, das er sich bei dem Unfall Rückenverletzungen und einen Kieferbruch zugezogen hat, überdies hinaus verlor Roush bei dem Unfall sein linkes Auge.